# Castrul roman de la Fâlfani
Castrul roman este situat pe teritoriul localității Fâlfani, județul Argeș.